# جامعة الزراعة التركمانية
الجامعة الزراعية التركمانية (سابقا SA Niyazov ( (بالتركمانية: S.A.Nyýazow adyndaky Türkmen oba hojalyk Uniwersitety)‏ ) هي أكبر مؤسسة للتعليم العالي في تركمانستان. تقدم هذه الجامعة دراسات في مجالات الزراعة فقط. سمي على اسم صابر مراد نيازوف ، أول رئيس لتركمانستان.

## تاريخها
في عام 1930 تم إنشاء المعهد الزراعي في العاصمة عشق أباد. حتى عام 1998 ، سميت المؤسسة باسم ميخائيل كالينين . في عام 1998 ، تم منحه مكانة جامعية ، وتم تغيير الاسم. في عام 2012 ، تم افتتاح مركز التدريب المعرف اختصارا باسم CLAAS.

## الكليات
تتكون الجامعة من 16 قسمًا ، بما في ذلك قسم روح نامه وقسم تكنولوجيا الكمبيوتر بالقرب من رئيس الجامعة.
- الآلات الزراعية
- الري والهندسة الهيدروليكية
- القطن
- التحبيب
- الماشية
- تجهيز المنتجات الزراعية

## الخريجين
- أنامورات سلطانوف ، رئيس الأركان العامة للقوات المسلحة لتركمانستان [4]
- Esenmyrat Orazgeldiyev ، وزير الزراعة السابق في حكومة تركمانستان
- سردار بردي محمدوف ، الحاكم السابق لولاية أهال [5]